# Discobola calamites
Discobola calamites là một loài ruồi trong họ Limoniidae. Chúng phân bố ở miền Australasia.